# Массовое убийство в Токаике

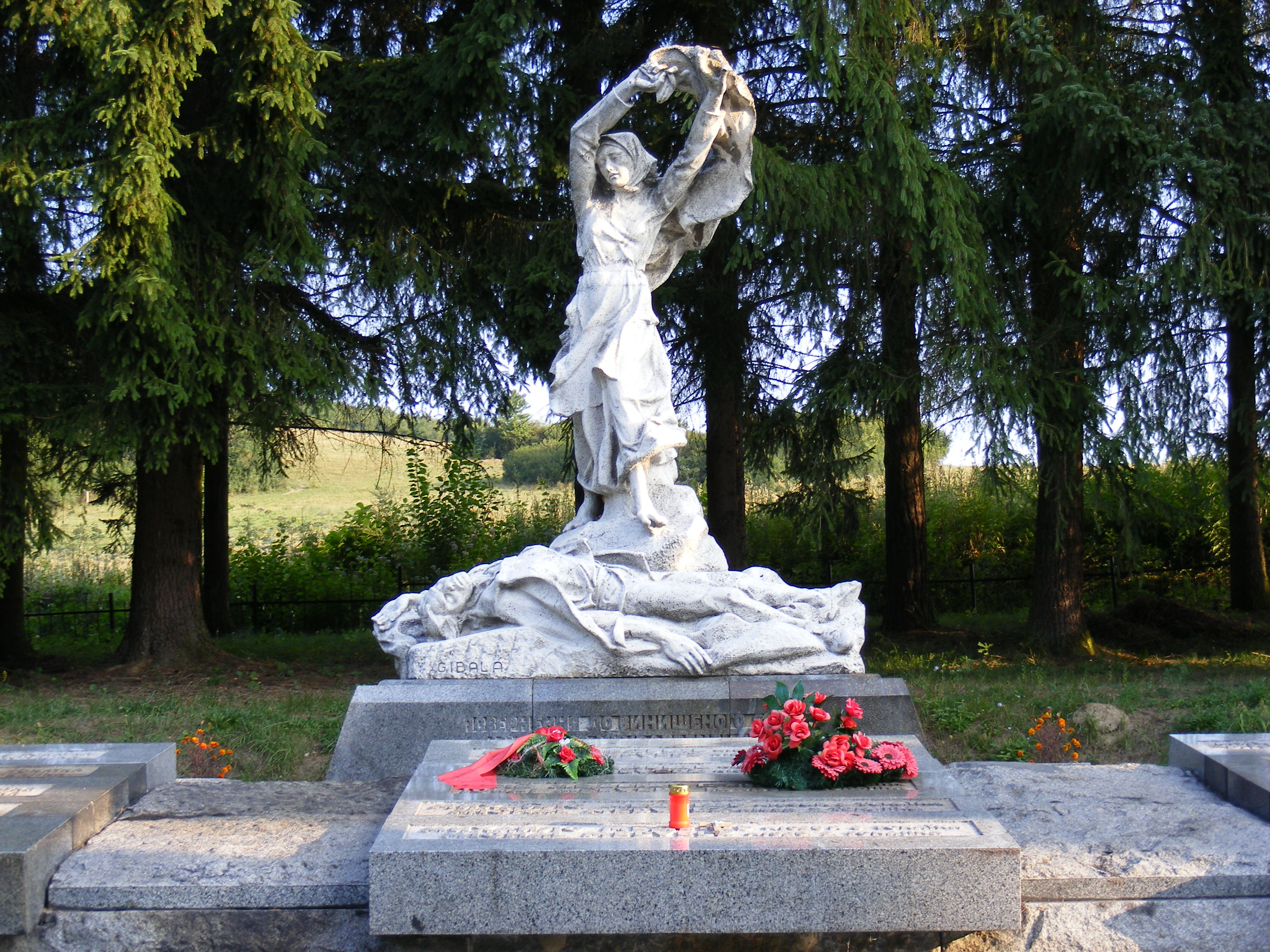
Скульптура Франтишека Гибала «Возвращение в сожжённую деревню»

Токаикская трагедия (или «резня в Токаике»; словац. Tokajicka tragedia, masaker v Tokajiku, русин. масакра в Токаїку) — уничтожение нацистами восточнословацкой деревни Токаик (население села составляли русины) 19-20 ноября 1944 года. При этом было казнено 32 человека — все взрослые мужчины, находившиеся в деревне.

## Предыстория
Население Токаика на 1940 год составляло 185 человек. В годы Второй мировой войны, в частности с лета 1944 года в районе Токаика действовало несколько партизанских отрядов, в состав которых входило местное население — преимущественно русины по национальности. Отряды назывались «Чапаев», «Пожарский». Жители Токаика снабжали партизан продовольствием, передавали информацию. Осенью 1944 года фронт приблизился к Токаику и бои между партизанскими соединениями и нацистами приобрели особо упорный характер. Когда в октябре 1944 года немцы разместили в селе несколько десятков пленных советских солдат, партизаны под командованием Рудольфа Яношика устроили засаду на немецкие патрули в деревне и освободили пленных. Немецким руководством было принято решение о «пацификации» деревни.

## Массовая казнь
Сама «пацификация» была проведена силами немецкого соединения Kommando ZbV 27. Каратели в количестве около 200 человек окружили деревню в ночь с 18 на 19 ноября. Наутро все жители были выведены из своих домов. Взрослых мужчин в количестве 34 человек увели из деревни, сообщив им, что они взяты для рытья окопов. В одном километре от деревни их собрали на поле и прочитали смертный приговор. Некоторые из токаикцев пытались бежать, но безуспешно. Из 34 человек выжить удалось только двум — Андрей Стопковский и Михаил Медведь, лежавший под телом своего убитого брата, были ранены и приняты за мёртвых. После казни они в течение десяти дней скрывались в ближайшем лесу. На следующий день немцы выгнали из деревни стариков, женщин и детей, затем разграбили и сожгли ее. 

## Дальнейшие события
Сама деревня Токаик была сожжена нацистами — сгорело 27 домов и 28 хозяйственных построек, случайно уцелел только один дом и каменный костёл. Жертвы расправы лежали на поле казни до декабря 1944 года. В декабре их похоронили в общей могиле на месте смерти, а в апреле 1945 года перезахоронили на местном кладбище. В 1959 году в память о Токаикской трагедии был поставлен памятник.